# Trachyoribates shibai
Trachyoribates shibai är en kvalsterart som först beskrevs av Aoki 1976.  Trachyoribates shibai ingår i släktet Trachyoribates och familjen Haplozetidae. Inga underarter finns listade i Catalogue of Life.